# Беллак (округ)
Округ Беллак (фр. Arrondissement de Bellac) — округ у Франції, в департаменті Верхня В'єнна. 2023 року округ об'єднував 57 муніципалітетів, населення становило 38 051 особу.
Адміністративний центр (супрефектура) — Беллак.

## Муніципалітети
Список муніципалітетів округу та їхні коди INSEE:
1. Аза-ле-Рі (87006)
2. Арнак-ла-Пост (87003)
3. Бальдан (87007)
4. Беллак (87011)
5. Берней (87012)
6. Бессін-сюр-Гартамп (87014)
7. Бланзак (87017)
8. Блон (87018)
9. Брейофа (87022)
10. Валь-д'Іссуар (87097)
11. Валь-д'Уар-е-Гартамп (87028)
12. Верней-Мустьє (87200)
13. Вільфавар (87206)
14. Вольрі (87198)
15. Гажубер (87069)
16. Денсак (87056)
17. Домп'єрр-лез-Егліз (87057)
18. Дру (87061)
19. Жуак (87080)
20. Компреньяк (87047)
21. Кромак (87053)
22. Ла-Базеж (87008)
23. Ла-Круа-сюр-Гартамп (87052)
24. Ле-Бюї (87023)
25. Ле-Гран-Шезо (87074)
26. Ле-Дора (87059)
27. Люссак-лез-Егліз (87087)
28. Маньяк-Лаваль (87089)
29. Маяк-сюр-Бенез (87090)
30. Монроль-Сенар (87100)
31. Мортмар (87101)
32. Нантія (87103)
33. Нуїк (87108)
34. Орадур-Сен-Жене (87109)
35. Пейра-де-Беллак (87116)
36. Разе (87122)
37. Ранкон (87121)
38. Сен-Бонне-де-Беллак (87139)
39. Сен-Жорж-ле-Ланд (87145)
40. Сен-Жуньян-ле-Комб (87155)
41. Сен-Ілер-ла-Трей (87149)
42. Сен-Леже-Маньязе (87160)
43. Сен-Марс'яль-сюр-Ізо (87163)
44. Сен-Мартен-ле-Мо (87165)
45. Сен-Парду-ле-Лак (87128)
46. Сен-Сорнен-ла-Марш (87179)
47. Сен-Сорнен-Лелак (87180)
48. Сен-Сюльпіс-ле-Фей (87182)
49. Сент-Аман-Маньязе (87133)
50. Сент-Уан-сюр-Гартамп (87172)
51. Сьє (87045)
52. Терсанн (87195)
53. Турон (87197)
54. Фоль (87067)
55. Фроманталь (87068)
56. Шамборе (87033)
57. Шатопонсак (87041)